# 富士山記
『富士山記』（ふじさんき）は、平安時代前期に都良香によって記された書物。当時の富士山の様子や伝説などが記載されている。『本朝文粋』所収。

## 概要
本作は富士山の様子や伝説などが記載された散文作品であり、『芸文類聚』所収の六朝時代の山水記に「文体、構文、内容、表現面で似通っ」ていることや、富士山が崑崙山と対比されていることなどが中條順子によって指摘されている。
本作には貞観17年（875年）11月5日に白衣の美女二人が山嶺の上で舞いを舞ったという話があるなど、富士山を霊山として描いている。本作は、『帝王編年記』『東関紀行』『詞林采葉抄』『富士山の本地』などに引用され、仙女（白衣の美女）の話を通して富士信仰の成立に影響したとみられる。また田口守はこの仙女の話が「富士縁起」の資料にされていることを指摘し、『竹取物語』の伝説化に影響したとしている。
延暦21年（802年）3月に、雲が立ち込め、10日後には新山が出来ていたとあり、この新山は小富士だといわれる。一方で、小山真人は鷹丸尾溶岩・櫓丸尾第2溶岩を流出した西小富士噴火割れ目の噴火であるとしている。
大江匡房『本朝神仙伝』によれば、良香には『吉野山記』という作品が知られており、いずれも役小角に関する記述があるとみられること、霊山観に基づくとみられることから対を成していたとされる。